# Zosterops conspicillatus
El anteojitos embridado (Zosterops conspicillatus) es una especie de ave paseriforme de la familia Zosteropidae. 

## Distribución geográfica yhábitat
Es endémica de las Islas Marianas, y se restringe actualmente a las islas de Tinián, Saipán y Aguiján en las Islas Marianas del Norte (subespecie Z. c. saypani).
Aunque ocupó también zonas de la isla de Guam se considera casi con seguridad que se ha extinguido de ese lugar (subespecie Z. c. conspicillatus). 
Ocupa diversos hábitats en las islas. Su principal amenaza es la introducción de la serpiente Boiga irregularis, responsable de la extinción del anteojitos en Guam.